# Lesneven
Lesneven é uma comuna francesa na região administrativa da Bretanha, no departamento Finisterra. Estende-se por uma área de 10,26 km². Em 2010 a comuna tinha 7 535 habitantes (densidade: 734,4 hab./km²).